# Malpha duniana
Malpha duniana är en insektsart som beskrevs av Myers 1924. Malpha duniana ingår i släktet Malpha och familjen kilstritar. Inga underarter finns listade i Catalogue of Life.